# Efecto Bradley

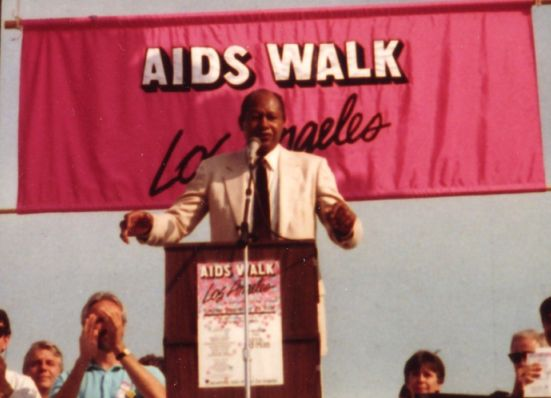
Tom Bradley en un mitin en 1988.

Se denomina efecto Bradley (conocido también como efecto Wilder) a una teoría que trata de explicar el comportamiento en las votaciones de los Estados Unidos cuando dos oponentes, uno perteneciente a una minoría racial y otro blanco, se enfrentan directamente y las encuestas no se corresponden a la diferencia obtenida después en las votaciones, consiguiendo unos peores resultados de los esperados el candidato perteneciente a la minoría. La teoría propone que los votantes tienden a afirmar que están indecisos o que votarán al candidato de la minoría en el momento de la encuesta, y posteriormente, en las elecciones, votan por el otro candidato. 
El origen del nombre toma la derrota electoral sufrida en 1982 por Tom Bradley, candidato afroamericano a gobernador de California, después de que todas las encuestas mostraran una victoria holgada a su favor.
El efecto Bradley teoriza sobre la posibilidad de que las encuestas en esas circunstancias sean inexactas, teniendo mucha importancia el fenómeno de conveniencia social y racial. Concretamente, algunos votantes blancos dan respuestas falsas por temor a que su opinión sea interpretada como racismo, y que esta se tome para señalar las divisiones raciales en la política y en el resultado de las elecciones. En ocasiones, el hecho de dar respuestas imprecisas se ha extendido también a las encuestas a pie de urna. Se piensa que la manera del encuestador de realizar las preguntas puede ser también un factor a tener en cuenta en la validez de los resultados.
Sin embargo, algunos analistas han desestimado la teoría; mientras otros consideran que a pesar de que el fenómeno existió en el pasado, ya no se aprecia en las elecciones actuales. Una investigación de 133 elecciones a gobernador y senador en los Estados Unidos sugería que "antes de 1996, la mediana para los candidatos negros fue del 3%, mientras que los años siguientes bajó al -0,3%".

## Origen
En 1982, Tom Bradley, alcalde de Los Ángeles con una larga experiencia, se presentó como candidato demócrata a Gobernador de California contra George Deukmejian, candidato republicano y de etnia blanca. La mayoría de las encuestas los días previos a la elección daban a Bradley una holgada ventaja. Tomando los sondeos a pie de urna, algunos medios de comunicación dieron la victoria al partido demócrata, y las primeras ediciones del San Francisco Chronicle publicaron como titular "Bradley Win Projected" (Bradley ganador según sondeos). Sin embargo, y a pesar de conseguir un mayor número de votos el día de las elecciones, Bradley fue derrotado por un estrecho margen debido al voto emitido por correo. 
Los análisis post-electorales indicaron que hubo un porcentaje de votos de hombres blancos a favor de Bradley ligeramente inferior al estimado por las encuestas, y que un número anómalo de votantes definidos como "indecisos" votó finalmente por el candidato republicano.